# Fátima (Bahia)
Fátima is een gemeente in de Braziliaanse deelstaat Bahia. De gemeente telt 19.703 inwoners (schatting 2009).

## Aangrenzende gemeenten
De gemeente grenst aan Adustina, Antas, Cícero Dantas, Heliópolis en Poço Verde (SE).